# Aa lorentzii
Aa lorentzii är en orkidéart som beskrevs av Rudolf Schlechter. Aa lorentzii ingår i släktet Aa och familjen orkidéer. Inga underarter finns listade i Catalogue of Life.